# Антоновка (Долинская городская община)
Анто́новка (укр. Антонівка) — село в Долинской городской общине Кропивницкого района Кировоградской области Украины.
До 2020 года входило в состав Долинского района
Население по переписи 2001 года составляло 298 человек. Почтовый индекс — 28524. Телефонный код — 5234. Занимает площадь 1,941 км². Код КОАТУУ — 3521987603.